# Primera División 2024 (Venezuela)
La Primera División 2024, nota anche come Liga FUTVE 2024 per ragioni di sponsorizzazione, è stata la 68ª edizione della massima serie del campionato di calcio venezuelano, la 43ª dall'inizio dell'era professionistica. Il campionato è iniziato il 2 febbraio 2024, posticipato rispetto alla data originale del 19 gennaio 2024 per evitare sovrapposizioni con il Torneo Preolimpico Sudamericano, ed è terminato l'8 dicembre 2024.
La squadra campione in carica era il Deportivo Táchira, che ha vinto il suo decimo titolo nazionale nell'edizione 2023, e che si è riconfermata conquistando il suo undicesimo campionato.

## Stagione

### Novità
Al termine della scorsa stagione è stato retrocesso il Mineros, ultimo classificato in base al promedio. Al suo posto è stato inizialmente promosso l'Ureña, primo classificato in Segunda División.

#### Aggiornamenti
Durante il precampionato l'Hermanos Colmenarez ha annunciato un cambio di denominazione in Inter de Barinas, ufficializzato il 30 gennaio 2024.
Prima dell'inizio della stagione l'Ureña ha ritirato la sua iscrizione al campionato a causa di problemi economici, annunciando di voler vendere il suo posto al Marítimo de V., terzo classificato della Segunda División 2023. Nonostante il 9 gennaio la federazione venezuelana avesse annunciato che l'Ureña che avrebbe posticipato la sua prima giornata di campionato, il 31 gennaio il club si è ritirato ufficialmente dalla competizione, che è stata ridotta da 15 a 14 squadre.

### Formula
La stagione 2024 vede il ritorno alla divisione in Apertura e Clausura, utilizzato per l'ultima volta nel 2019. Per entrambe le fasi, il primo turno consiste in un girone all'italiana con partite di sola andata, per un totale di 13 giornate. Al termine della prima fase, le prime 8 classificate avanzano alla fase successiva, detta dei Quadrangular, nella quale sono divise in due gironi, ognuno da 4 squadre, che giocano con partite di andata e ritorno, per ulteriori 6 giornate. Le due vincenti dei gironi giocano infine una finale, con gara di sola andata, per decretare la squadra vincente del periodo. 
Le vincenti dei due periodi giocano una Final Absoluta per decretare la squadra campione nazionale. Quest'ultimo, insieme con la finalista perdente e con le due migliori squadre non vincitrici di periodo nella classifica aggregata, si qualificano per la Copa Libertadores 2025, mentre le finaliste perdenti dei periodi, insieme con altre due squadre dalla classifica aggregata ottengono la qualificazione alla Copa Sudamericana 2025.

## Squadre partecipanti
| Club                | Città          | Stagione precedente     |
| ------------------- | -------------- | ----------------------- |
| Academia P.C.       | Puerto Cabello | 2° in Primera División  |
| Angostura           | Ciudad Bolívar | 10° in Primera División |
| Carabobo            | Valencia       | 5° in Primera División  |
| Caracas             | Caracas        | 4° in Primera División  |
| Dep. La Guaira      | Caracas        | 6° in Primera División  |
| Deportivo Táchira   | San Cristóbal  | Campione del Venezuela  |
| Est. Mérida         | Mérida         | 9° in Primera División  |
| Inter de Barinas    | Barinas        | 14° in Primera División |
| Metropolitanos      | Caracas        | 7° in Primera División  |
| Monagas             | Maturín        | 11° in Primera División |
| Portuguesa FC       | Acarigua       | 3° in Primera División  |
| Rayo Zuliano        | Maracaibo      | 8° in Primera División  |
| Universidad Central | Caracas        | 13° in Primera División |
| Zamora FC           | Barinas        | 12° in Primera División |

## Apertura

### Classifica
|  | Pos. | Squadra             | Pt | G  | V | N | P | GF | GS | DR  |
|  | ---- | ------------------- | -- | -- | - | - | - | -- | -- | --- |
|  | 1.   | Universidad Central | 25 | 13 | 6 | 7 | 0 | 17 | 8  | +9  |
|  | 2.   | Angostura           | 24 | 13 | 7 | 3 | 3 | 16 | 13 | +3  |
|  | 3.   | Inter de Barinas    | 22 | 13 | 7 | 1 | 5 | 14 | 12 | +2  |
|  | 4.   | Portuguesa FC       | 21 | 13 | 6 | 3 | 4 | 17 | 12 | +5  |
|  | 5.   | Carabobo            | 21 | 13 | 5 | 6 | 2 | 13 | 9  | +4  |
|  | 6.   | Metropolitanos      | 21 | 13 | 6 | 3 | 4 | 19 | 18 | +1  |
|  | 7.   | Academia P.C.       | 20 | 13 | 5 | 5 | 3 | 15 | 11 | +4  |
|  | 8.   | Dep. La Guaira      | 20 | 13 | 5 | 5 | 3 | 14 | 14 | 0   |
|  | 9.   | Deportivo Táchira   | 19 | 13 | 5 | 4 | 4 | 13 | 10 | +3  |
|  | 10.  | Monagas             | 19 | 13 | 5 | 4 | 4 | 19 | 18 | +1  |
|  | 11.  | Caracas             | 12 | 13 | 2 | 6 | 5 | 10 | 13 | -3  |
|  | 12.  | Est. Mérida         | 8  | 13 | 2 | 2 | 9 | 14 | 24 | -10 |
|  | 13.  | Rayo Zuliano        | 7  | 13 | 1 | 4 | 8 | 16 | 23 | -7  |
|  | 14.  | Zamora FC           | 5  | 13 | 0 | 5 | 8 | 10 | 22 | -12 |

Legenda:
      Ammessa alla Seconda fase.

### Seconda fase

#### Girone A
|  | Pos. | Squadra             | Pt | G | V | N | P | GF | GS | DR |
|  | ---- | ------------------- | -- | - | - | - | - | -- | -- | -- |
|  | 1.   | Metropolitanos      | 14 | 6 | 4 | 2 | 0 | 13 | 6  | +7 |
|  | 2.   | Dep. La Guaira      | 9  | 6 | 3 | 0 | 3 | 8  | 8  | 0  |
|  | 3.   | Universidad Central | 8  | 6 | 2 | 2 | 2 | 9  | 8  | +1 |
|  | 4.   | Inter de Barinas    | 2  | 6 | 0 | 2 | 4 | 5  | 13 | -8 |

Legenda:
      Ammessa alla Finale.

#### Girone B
|  | Pos. | Squadra       | Pt | G | V | N | P | GF | GS | DR |
|  | ---- | ------------- | -- | - | - | - | - | -- | -- | -- |
|  | 1.   | Carabobo      | 11 | 6 | 3 | 2 | 1 | 10 | 5  | +5 |
|  | 2.   | Portuguesa FC | 8  | 6 | 2 | 2 | 2 | 10 | 10 | 0  |
|  | 3.   | Academia P.C. | 6  | 6 | 1 | 3 | 2 | 5  | 7  | -2 |
|  | 4.   | Angostura     | 6  | 6 | 1 | 3 | 2 | 9  | 12 | -3 |

Legenda:
      Ammessa alla Finale.

#### Finale
| Arbitro: | Yender Herrera |

|                                  |           |  |
| Aponte 75’ Ortiz 82’ López 90+7’ | Marcatori |  |

## Clausura

### Classifica
|  | Pos. | Squadra             | Pt | G  | V | N | P  | GF | GS | DR  |
|  | ---- | ------------------- | -- | -- | - | - | -- | -- | -- | --- |
|  | 1.   | Deportivo Táchira   | 27 | 13 | 7 | 6 | 0  | 17 | 5  | +12 |
|  | 2.   | Monagas             | 25 | 13 | 7 | 4 | 2  | 22 | 14 | +8  |
|  | 3.   | Rayo Zuliano        | 23 | 13 | 7 | 2 | 4  | 18 | 15 | +3  |
|  | 4.   | Est. Mérida         | 22 | 13 | 6 | 4 | 3  | 20 | 14 | +6  |
|  | 5.   | Carabobo            | 20 | 13 | 5 | 5 | 3  | 17 | 13 | +4  |
|  | 6.   | Caracas             | 20 | 13 | 5 | 5 | 3  | 15 | 12 | +3  |
|  | 7.   | Dep. La Guaira      | 20 | 13 | 5 | 5 | 3  | 13 | 11 | +2  |
|  | 8.   | Zamora FC           | 20 | 13 | 6 | 2 | 5  | 15 | 14 | +1  |
|  | 9.   | Universidad Central | 19 | 13 | 5 | 4 | 4  | 18 | 17 | +1  |
|  | 10.  | Metropolitanos      | 18 | 13 | 4 | 6 | 3  | 16 | 16 | 0   |
|  | 11.  | Academia P.C.       | 12 | 13 | 2 | 6 | 5  | 13 | 15 | -2  |
|  | 12.  | Portuguesa FC       | 11 | 13 | 3 | 2 | 8  | 12 | 21 | -9  |
|  | 13.  | Angostura           | 6  | 13 | 1 | 3 | 9  | 9  | 20 | -11 |
|  | 14.  | Inter de Barinas    | 2  | 13 | 0 | 2 | 11 | 8  | 26 | -18 |

Legenda:
      Ammessa alla Seconda fase.

### Seconda fase

#### Girone A
|  | Pos. | Squadra           | Pt | G | V | N | P | GF | GS | DR  |
|  | ---- | ----------------- | -- | - | - | - | - | -- | -- | --- |
|  | 1.   | Deportivo Táchira | 16 | 6 | 5 | 1 | 0 | 14 | 3  | +11 |
|  | 2.   | Rayo Zuliano      | 7  | 6 | 2 | 1 | 3 | 9  | 11 | -2  |
|  | 3.   | Caracas           | 6  | 6 | 2 | 0 | 4 | 7  | 10 | -3  |
|  | 4.   | Zamora FC         | 5  | 6 | 1 | 2 | 3 | 7  | 13 | -6  |

Legenda:
      Ammessa alla Finale.

#### Girone B
|  | Pos. | Squadra        | Pt | G | V | N | P | GF | GS | DR |
|  | ---- | -------------- | -- | - | - | - | - | -- | -- | -- |
|  | 1.   | Carabobo       | 14 | 6 | 4 | 2 | 0 | 9  | 2  | +7 |
|  | 2.   | Dep. La Guaira | 13 | 6 | 4 | 1 | 1 | 10 | 4  | +6 |
|  | 3.   | Est. Mérida    | 6  | 6 | 2 | 0 | 4 | 6  | 11 | -5 |
|  | 4.   | Monagas        | 1  | 6 | 0 | 1 | 5 | 4  | 14 | -8 |

Legenda:
      Ammessa alla Finale.

#### Finale
| Arbitro: | Jesús Valenzuela |

|                                                    |           |              |
| Castillo 45’ Cova 66’ Uribe 90+4’ Fioravanti 90+8’ | Marcatori | 29’ González |

### Finale assoluta
| Squadra 1         | Totale          | Squadra 2 | Andata | Ritorno |
| ----------------- | --------------- | --------- | ------ | ------- |
| Deportivo Táchira | 1 - 1 (4-2 dtr) | Carabobo  | 1 - 1  | 0 - 0   |